# Baccio Bandinelli

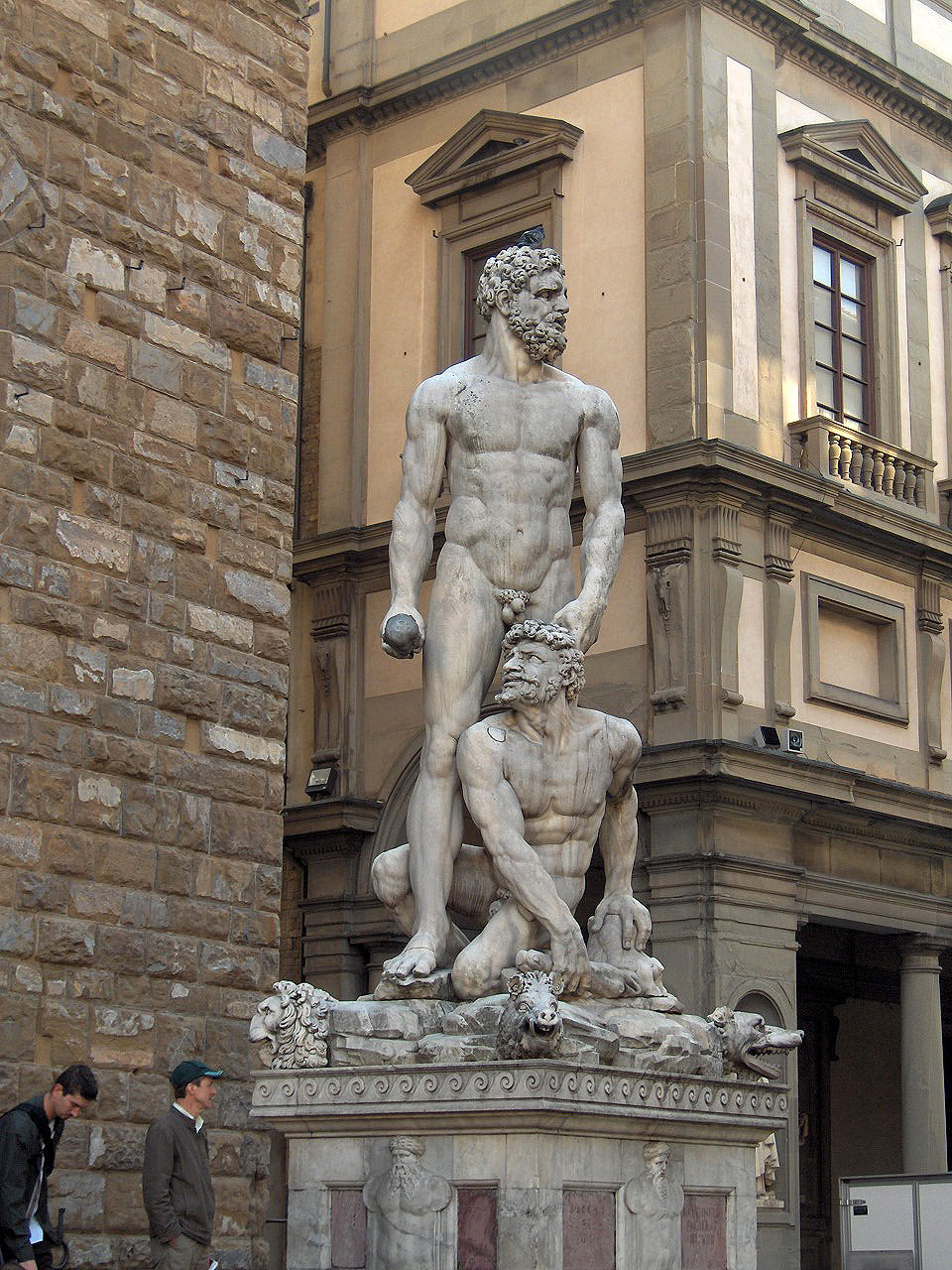
Herkules i Kakus

Baccio Bandinelli właśc. Bartolommeo Brandini (ur. 7 października 1488 we Florencji, zm. 7 lutego 1560 tamże) – włoski rzeźbiarz i rysownik manieryzmu.

## Życiorys
Syn złotnika, kształcił się u Francesca Rusticiego, przyjaciela Leonarda da Vinci.
Tworzył we Florencji dla Medyceuszy i w Rzymie dla papieży Leona X i Klemensa VII. W latach 1527–1534 wyrzeźbił grupę Herkulesa i Kakusa, ustawioną na piazza della Signoria we Florencji.